# 卒業 (渡辺美里の曲)
『卒業』（そつぎょう）は、渡辺美里の19枚目のシングル。1991年4月18日にEpic/Sony Records（現・エピックレコードジャパン）よりリリースされた。

## 概要
前作より7か月ぶりとなるシングル。表題曲は明治生命（現・明治安田生命）スーパーライフEX CMソング。「サマータイム ブルース」「Power -明日の子供-」に次ぎ3回目の採用となった。
2022年7月現在、5番目の売り上げを記録したCDシングルとなっている。

## 収録曲
- 全作詞：渡辺美里

1. 卒業
作曲・編曲：小室哲哉
2. Steppin' nowの冒険
作曲：渡辺美里 / 編曲：奈良部匠平